# Kanashimi no Belladonna
Kanashimi no Belladonna (哀しみのベラドンナ?, Kanashimi no Beradonna) è un film d'animazione del 1973 diretto da Eiichi Yamamoto.
La pellicola è stata prodotta dalla Mushi Production.

## Trama
Jeanne e Jean sono una coppia di novelli sposi che vivono in un villaggio nella Francia del Medioevo; la loro felicità tuttavia finirà molto prima del previsto: durante la sua prima notte di nozze, Jeanne perde la sua verginità venendo stuprata dal barone locale e dai sudditi secondo lo Ius primae noctis. Da questa esperienza la donna esce terrorizzata e dolorante, e dicendo tra sé "Dimentichiamo tutto nel passato" comincia ad avere delle visioni di uno spirito dalla testa fallica che la incoraggia a vendicarsi del barone; nel frattempo una carestia colpisce il villaggio, e il barone aumenta le tasse per finanziare il suo sforzo bellico. Jean viene nominato esattore delle tasse e il barone lo priva di una mano per punizione quando non riesce a riscuotere abbastanza soldi dal villaggio. Dopo un'altra visita dallo spirito, Jeanne contrae un grosso prestito da un usuraio e intraprende lo stesso mestiere, finendo per divenire molto potente nel villaggio. Successivamente il barone ritorna dalla guerra e sua moglie, invidiosa del rispetto e dell'ammirazione accordata a Jeanne, la chiama strega e la fa cacciare. Jeanne cerca prima di tornare alla casa che condivide con Jean, ma l'uomo rifiuta di aprire la porta per lei e così la donna fugge nella foresta dove infine sancisce un patto con il diavolo che le concede notevoli poteri magici e li usa per guidare una ribellione nel villaggio, finendo però per trovare la morte sul rogo.

## Produzione
Il film fu diretto e scritto da Eiichi Yamamoto. Era ispirato al saggio di Jules Michelet del 1862, La Sorcière. È l'unico film della trilogia Animerama a non essere stato né scritto né co-diretto da Osamu Tezuka, che lasciò la Mushi durante le prime fasi del film nel 1971 per concentrarsi sul suo manga. Il suo contributo allo sviluppo del film non è accreditato. Belladonna ha anche un tono più serio rispetto ai primi due film Animerama, più comici. Jasper Sharp di Midnight Eye ha osservato che le sue immagini, disegnate dall'illustratore Kuni Fukai, rievocano pittori simbolisti e Art Nouveau come Gustav Klimt, Odilon Redon, Alfons Mucha, Egon Schiele e Félicien Rops. La produzione del film durò dal 1967 al 1973. Il film fu un fallimento commerciale e contribuì alla bancarotta della Mushi Production. Il film fu presentato nella selezione ufficiale in concorso al 23º Festival Internazionale del Cinema di Berlino.

## Distribuzione
Il film fu distribuito in alcuni paesi dell'Europa continentale e in Giappone, e in alcune sporadiche proiezioni negli Stati Uniti. È stato sottoposto a un restauro digitale 4K per l'uscita nelle sale nel maggio 2016. Nel 1975 il film uscì in Italia con il titolo "Belladonna" e con il divieto ai minori di 18 anni, circolando tra cineclub e sale d'essai, in versione originale sottotitolata in italiano, come riportato dalle recensioni pubblicate in quel periodo. In Italia, inoltre, nel 1975 fu pubblicata la colonna sonora del film su disco 33 giri dalla casa discografica Cinevox.

## Accoglienza
Kanashimi no Belladonna detiene un indice di gradimento del 90% sul sito aggregatore di recensioni Rotten Tomatoes, sulla base di 41 recensioni con una valutazione media di 7,80/10. Il consenso critico del sito recita: "Kanashimi no Belladonna è brillante arte visiva, più che sufficiente per mantenere il pubblico estasiato, anche se la portata narrativa del film supera leggermente la sua realizzazione". Su Metacritic, il film ha un punteggio medio ponderato di 70 su 100 basato su 12 recensioni della critica, indicando "recensioni generalmente favorevoli".
Charles Solomon del Los Angeles Times ha recensito il film nel 2016, definendolo datato secondo gli standard odierni e affermando che "43 anni dopo, il film sembra opportunista e misogino". David Ehrlich ha scritto su IndieWire che "Kanashimi no Belladonna avrebbe certamente potuto esporre gli stessi punti in metà del tempo" ma "c'è indubbiamente un genio al lavoro qui". In Italia, Federico Cadalanu ha scritto sull'Hollywood Reporter Roma che "a cinquant’anni dal suo debutto in concorso a Berlino, Belladonna rimane un bacino di idee incredibili, alcune brillanti, altre pazzoidi".